# Юровський Михайло Володимирович
Миха́йло Володи́мирович Юро́вський (рос. Михаил Владимирович Юровский; 25 грудня 1945, Москва — 19 березня 2022) — російський диригент. Син композитора Володимира Михайловича Юровського, батько диригента Володимира Михайловича Юровського.

## Біографічні відомості
1965 року закінчив музичне училище при Московській консерваторії, далі — саму консерваторію як диригент і теоретик.
У 1970—1973 роках був асистентом Геннадія Рождественського у Великому симфонічному оркестрі Держтелерадіо СРСР.
У 1973—1989 роках був диригентом Музичного театру імені Костянтина Станіславського та Володимира Немировича-Данченка, де здебільшого ставив раритети.
Був ініціатором світової прем'єри опери Сергія Слонімського «Майстер і Маргарита».
Виступав у Великому театрі.
Напркінці 1980-х років із сім'єю переїхав у Німеччину. Серед причин, що спонукали до від'їзду, — протидія, яку відчув із боку Міністерства культури СРСР, коли 1988 року призначали нового головного диригента в Музичний театр.
Від 1989 року — головний диригент Semperoper у Дрездені. У наступні роки очолював оперні театри в Лейпцигу та Ростоку, а також оркестр Північно-Німецької філармонії. Співпрацював із берлінською Komische Oper. Від 2001 року — провідний запрошений диригент берлінської Deutsche Oper.
Веде активну концертну діяльність. Записав понад 50 компакт-дисків, чимало з яких відзначено престижними нагородами.